# Министерство образования и науки Кыргызской Республики
Министерство образования и науки Кыргызской Республики — государственный орган исполнительной власти, ответственный за формирование государственной политики и нормативно-правовое регулирование в сфере образования, науки, научно-технической и инновационной деятельности. Оно также курирует развитие государственных центров науки и высоких технологий, управление интеллектуальной собственностью, молодежную политику, воспитание, опеку, попечительство и социальную поддержку учащихся и воспитанников образовательных учреждений.
Министерство образования и науки Кыргызской Республики (Минобрнауки Кыргызстана) является правопреемником народного комиссариата просвещения Кыргызской АССР, созданного в 1927 году, и одним из старейших государственных учреждений в стране.
В последние годы Министерство активно внедряет цифровизацию образовательного процесса, включая электронные учебники и платформы дистанционного обучения. Особое внимание уделяется развитию научных исследований и поддержке молодых ученых через различные гранты и программы. Усилена интеграция в международное образовательное и научное сообщество, что выражается в участии в международных проектах и программах обмена.
Кроме того, Министерство внедряет меры по улучшению качества образования, включая аттестацию учителей и модернизацию учебных программ в соответствии с международными стандартами. Эти изменения направлены на повышение конкурентоспособности образования и науки Кыргызстана на международной арене и адаптацию к современным требованиям и вызовам.

## Структура центрального аппарата
- Управление профессионального образования
- Управление дошкольного, школьного и внешкольного образования
- Управление бюджетной политики, финансового анализа и инвестиций
  - Отдел по лицензированию и аккредитации
    - Сектор по книгоизданию

## Органы власти, находящиеся в ведении Минобрнауки
- Департамент науки
- Агентство начального профессионального образования при Министерстве образования и науки КР
- Республиканский институт повышения квалификации и переподготовки педагогических работников
- Кыргызская академии образования при Министерстве образования и науки КР

## Руководство

### Наркомы народного просвещения
1. Касым Тыныстанов (1927—1930)
2. Айтул Бабашалин (1930—1933), (1935—1936)
3. Токчоро Джолдошев (1933—1935)
4. Осмонкул Алиев (01.19.1937-08.19.1937)
5. К. Камбаров (19.08.1937-19.09.1937)
6. Абдынасыр Елебасов (1939—1940)
7. Муса Рыскулбеков (1943—1945)

### Министры
1. Балбак Тулобаев (1991—1992) — временно исполнял обязанности министра до назначения Чынары Жакыповой.
2. Болот Юнусалиев (1945—1951)
3. Султан Токтогонов (1951—1955)
4. Таштанбек Тургунов (1956—1962)
5. Абдылда Каниметов (1962—1977)
6. Аскар Турсунов (1978—1986)
7. Жаныбек Шаршеналиев (1986—1988)
8. Мукаш Базаркулов (1989—1991)
9. Анарбек Бакаев (06.1991-11.1991)
10. Балбак Тулобаев (11.1991-12.1991)
11. Чынара Жакыпова (1992—1993)
12. Аскар Какеев (1993—1998)
13. Советбек Токтомышев (1998—1999)
14. Турсунбек Бекболотов (1999—2001)
15. Камила Шаршекеева (2001—2002)
16. Ишенгуль Болджурова (2002—2004, 2007—2009)
17. Мустафа Кидибаев (2004—2005)
18. Досбол Нур уулу (2005—2007)
19. Каныбек Осмоналиев (2007—1 ноября 2007)
20. Абдылда Мусаев (2009—2010)
21. Канат Садыков (2010—2014)
22. Эльвира Сариева (2014—2016)
23. Гульмира Кудайбердиева (2016—2019)
24. Каныбек Исаков (2019—2020)
25. Алмазбек Бейшеналиев (2020—2022)
26. Уланбек Мамбетакунов (03/10/2022-24/02/2023)
27. Иманалиев Каныбек Капашович ( 24/02/2023- сентябрь 2023)
28. Кендирбаева Догдуркүл Шаршеевна (6/10/2023- настоящее время).

## Выдающиеся деятели, внёсшие большой вклад в развитие сферы образования Киргизстана

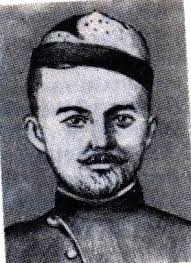
Балтыходжа Султанов

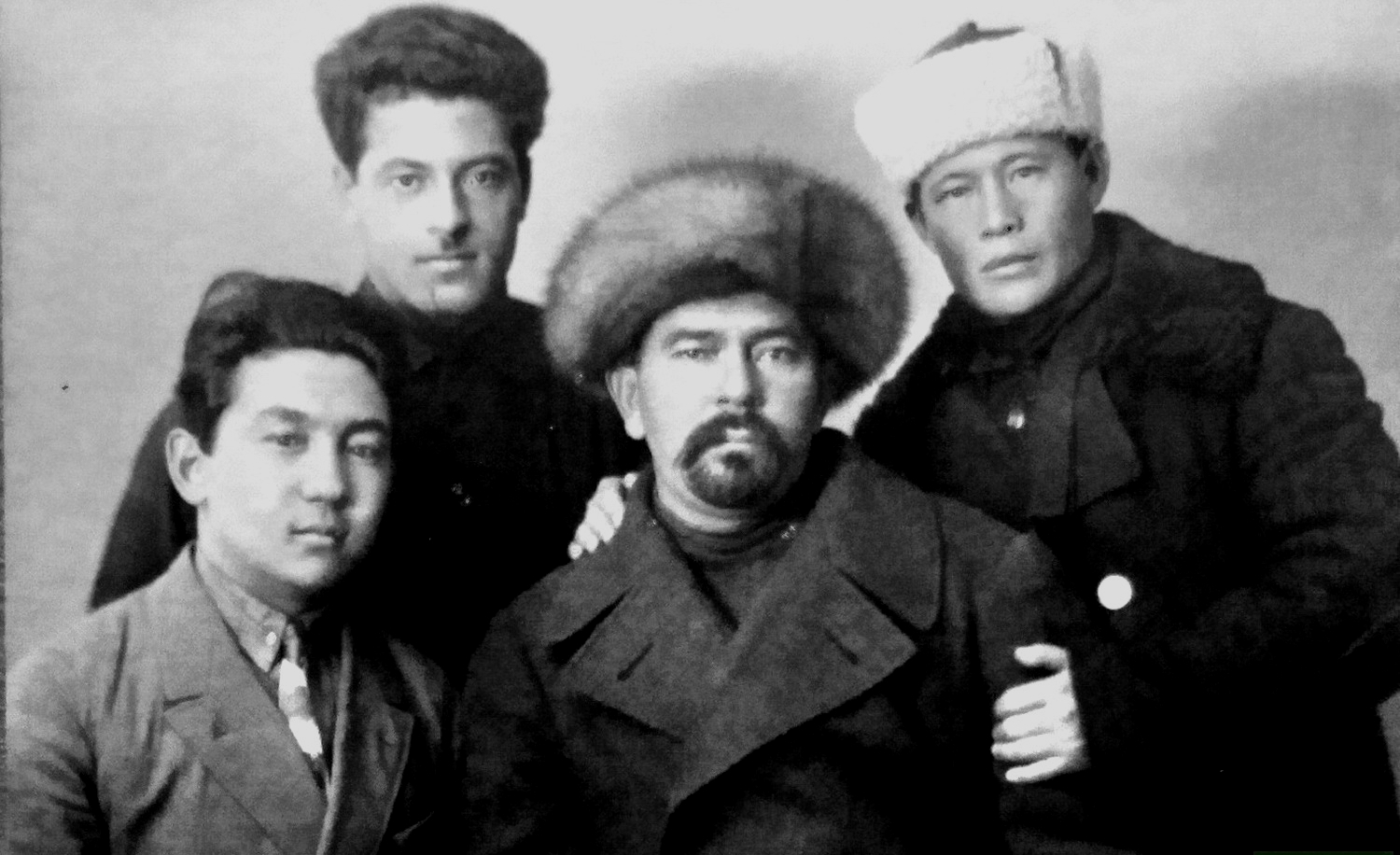
Журахон Зайнобиддинов, зав.отделом народного образования, среди участников. Первый окружной съезд работников профсоюзов. Фото 1920 г.

Старшие аксакалы и тысячники города Ош мулла Султан и его брат мулла Кудрат Таирбаевы были инициаторами открытия русско-туземной школы в городе Ош. При этом они же предоставляли денежные средства на расходы по открытию русско-туземной школы. Уездные власти Оша считали, что «готовность населения добровольно жертвовать денежные средства на содержание школ дают основание предполагать, что туземное население само пришло к сознанию необходимости изучения молодым поколением русской грамоты и предвидит всю ту пользу, которую извлечет молодёжь из знаний приобретенных в школах».
Русско-туземные школы — это школы начального образования, открытые русской администрацией Туркестанского края для обучения детей местного населения в XIX веке. Эти школы являлись первыми школами европейского типа, в которых получали светское образование представители местного населения в Туркестане. Целью этих школ являлось обучение детей местного населения русскому языку и приобщение к ценностям европейской и русской культуры, имея в виду подготовку из них в последующем чиновников низового звена администрации края. Обучение русскому языку в этих школах начиналось с первого года обучения.
15 января 1887 года старшие аксакалы и тысячники города Ош Султан и Кудрат Таирбаевы при помощи начальника Ошского уезда М. Е. Ионова и Туркестанских властей в старой части города Ош открыли русско-туземную школу. В школе тогда работали: заведующий В. Ф. Орлов, две учительницы, в дальнейшем учитель мусульманской грамоты Б. С. Султанов и один служитель. Эта школа давала лишь первоначальные навыки русско-мусульманской грамоты, которые были необходимы для низших служащих уезда и волостей. А в 1915 года местное русско-туземное училище увеличивает свои классы и количество учителей. Если раньше это было одно классное помещение, то с января, генерал-губернатор Туркестанского края разрешил дополнить училище вторым классом и комплектом на 1 учителя — Журахона Зайнобиддинова. Тогда же уездное управление выделило для расширения здания училища 740 руб. 39 коп. В дальнейшем эта школа была переименована именем 25-го Октября.
На базе Ошской русско-туземной школы (в дальнейшем — школа имени 25-го Октября) мулла Рахмонберди Мадазимов и Балтыходжа Султанов организовали библиотеку — первую до революции на Юге Кыргызстана. Книги для библиотеки они покупали за счёт собственных средств.
Лидерами и идеологами джадидизма на юге Киргизии были мулла Рахмонберди Мадазимов, Балтыходжа Султанов и путешественник и революционер Фазылбек Касымбеков. В начале 20-го века Рахмонберди Мадазимов, Балтыходжа Султанов и Фазылбек Касымбеков открыли джадидскую школу в Оше, где обучалось более 60 детей, а в школе Кара-Суу — 20 детей.
В то время было крайне мало людей знавших грамоту, грамоту получали в основном дети из буржуазного сословия и богатых семей. Многие просвещённые и передовые люди того времени были выпускниками русско-туземной школы. Среди них были: Рахмонберди Мадазимов, Балтыходжа Султанов, Журахон Зайнобиддинов, Уринбой Рахмонов, которые внесли большой вклад в социально-экономическое развитие Кыргызстана. Они уделяли большое внимание народному образованию, развитию сети советских школ на юге Кыргызстана. Они внесли большой вклад в развитие народного образования Ошской области. 20 мая 1918 года Рахмонберди Мадазимов, Балтыходжа Султанов приняли активное участие в формировании в Оше совета народного образования. При непосредственном участии Рахмонберди Мадазимова и Балтыходжи Султанова в августе 1918 года был открыт первый детский сад на 95 человек, в Ошском уезде в 1918 году было открыто 13 школ, где обучалось 939 детей и подростков. По их предложению была организована бесплатная раздача горячей пищи для голодных детей и сирот.
Журахон Зайнобиддинов был основателем и первым начальником управления образования Ошского уезда, одним из основателей союза комсомола в городе Ош. Внёс большой вклад в развитие системы образования Кыргызстана.